# Fábrica Philips

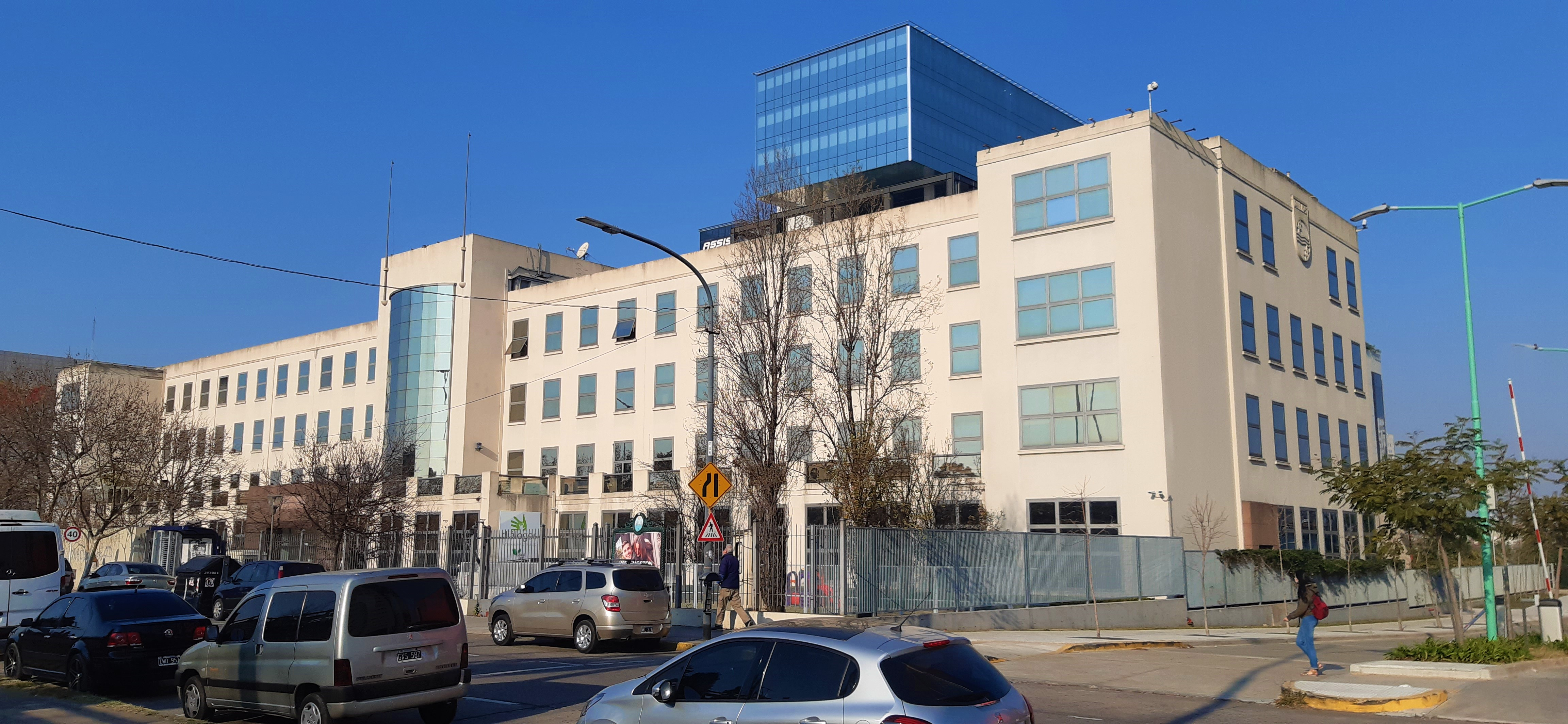
Fábrica Philips, en la calle Vedia con la esquina de la calle Tronador.

La Fábrica Philips es un edificio perteneciente a la empresa Philips que se encuentra en el barrio de Saavedra en la Ciudad de Buenos Aires, Argentina.
Esta fábrica es la sede principal en Argentina y se encuentra en la calle Vedia 3892.

## Ubicación

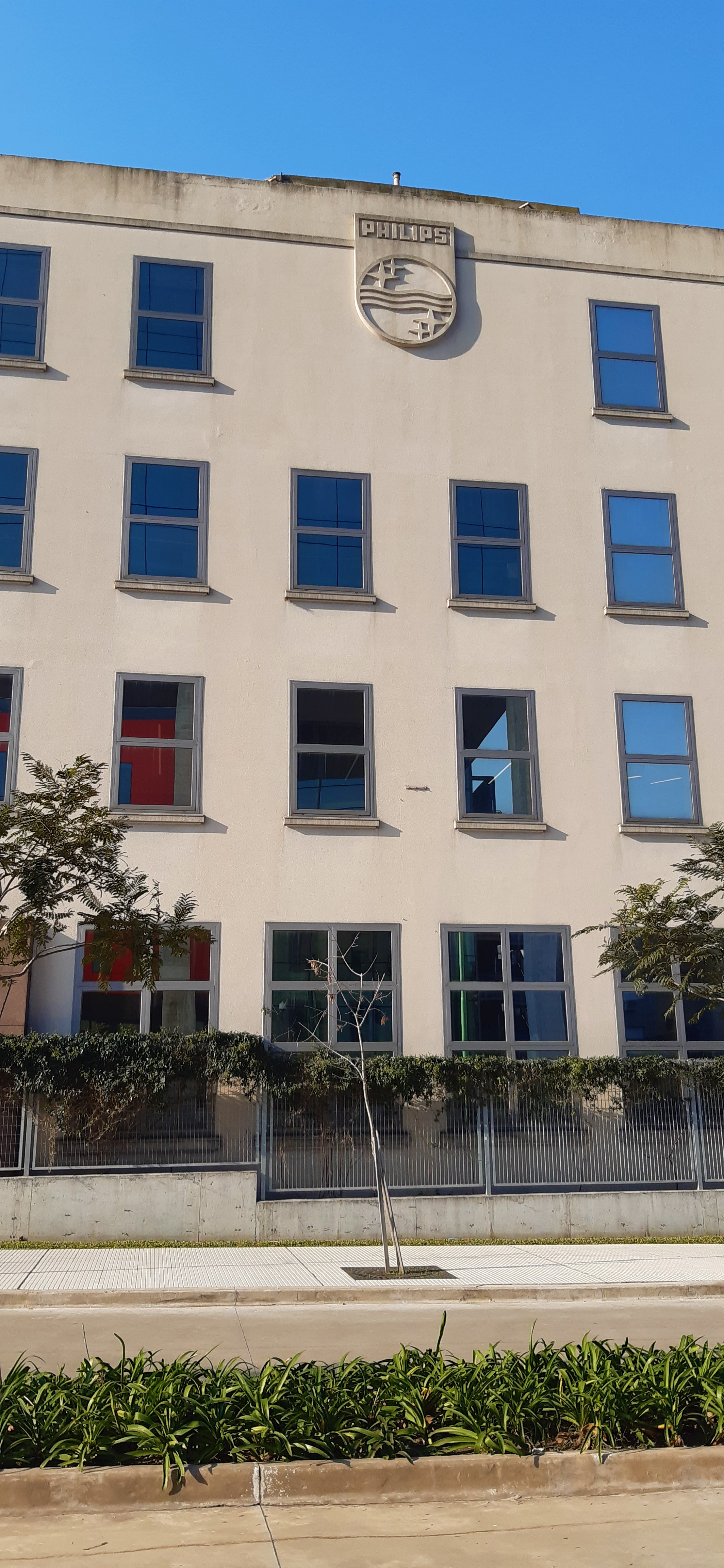
Fachada lateral de la Fábrica Philips.

El edificio se encuentra en una zona de gran desarrollo debido a la reciente construcción de varios edificios entre los que se destacan el Edificio Intecons (edificio de oficinas actualmente en obras), el Edificio Panamericana Plaza y DOT Baires Shopping que fue inaugurado durante el año 2009 pero que se encuentra a su vez en fase de ampliación ya que ocupará otro terreno que se encuentra pegado a este.